# Edgewood (Florida)
Edgewood és una població dels Estats Units a l'estat de Florida. Segons el cens del 2000 tenia 1.901 habitants.

## Demografia
Segons el cens del 2000, Edgewood tenia 1.901 habitants, 798 habitatges, i 549 famílies. La densitat de població era de 606,6 habitants/km².
Dels 798 habitatges en un 24,4% hi vivien nens de menys de 18 anys, en un 60,2% hi vivien parelles casades, en un 6,3% dones solteres, i en un 31,1% no eren unitats familiars. En el 25,9% dels habitatges hi vivien persones soles el 8,9% de les quals corresponia a persones de 65 anys o més que vivien soles. El nombre mitjà de persones vivint en cada habitatge era de 2,35 i el nombre mitjà de persones que vivien en cada família era de 2,8.
Per edats la població es repartia de la següent manera: un 20,4% tenia menys de 18 anys, un 4,7% entre 18 i 24, un 30% entre 25 i 44, un 28% de 45 a 60 i un 16,8% 65 anys o més.
L'edat mediana era de 42 anys. Per cada 100 dones de 18 o més anys hi havia 96,7 homes.
La renda mediana per habitatge era de 56.528 $ i la renda mediana per família de 68.977 $. Els homes tenien una renda mediana de 39.250 $ mentre que les dones 30.263 $. La renda per capita de la població era de 33.452 $. Entorn del 2,9% de les famílies i el 6,2% de la població estaven per davall del llindar de pobresa.

## Poblacions més properes
El següent diagrama mostra les poblacions més properes.